# Kapela sv. Roka (Novaki Bistranski)
Kapela sv. Roka je rimokatolička građevina u mjestu Novaki Bistranski, općini Bistra.

## Opis
Kapela sv. Roka u Novakima Bistranskim smještena je uz cestu Zaprešić-Bistra. Sagrađena je 1863. godine sjeverno od stare kapele iz 14. stoljeća. Jednobrodna kapela pravokutnoga tlocrta zaključena je užim poligonalnim svetištem i tornjićem iznad glavnoga pročelja. Lađa je svođena dvama travejima pruskih svodova na pravokutnoj osnovi odijeljenih pojasnicama, a svetište bačvastim svodom sa šiljastim susvodnicama. Kapela sv. Roka u Novakima Bistranskim pripada tipu historicističke sakralne građevine manjih dimenzija koja skladnim volumenom u neposrednom prostornom okruženju formira vrijednu ambijentalnu cjelinu.

## Zaštita
Pod oznakom Z-5905 zavedena je kao nepokretno kulturno dobro - pojedinačno, pravna statusa zaštićena kulturnog dobra, klasificirano kao "sakralna graditeljska baština".